# Försvenskningen av Skåne

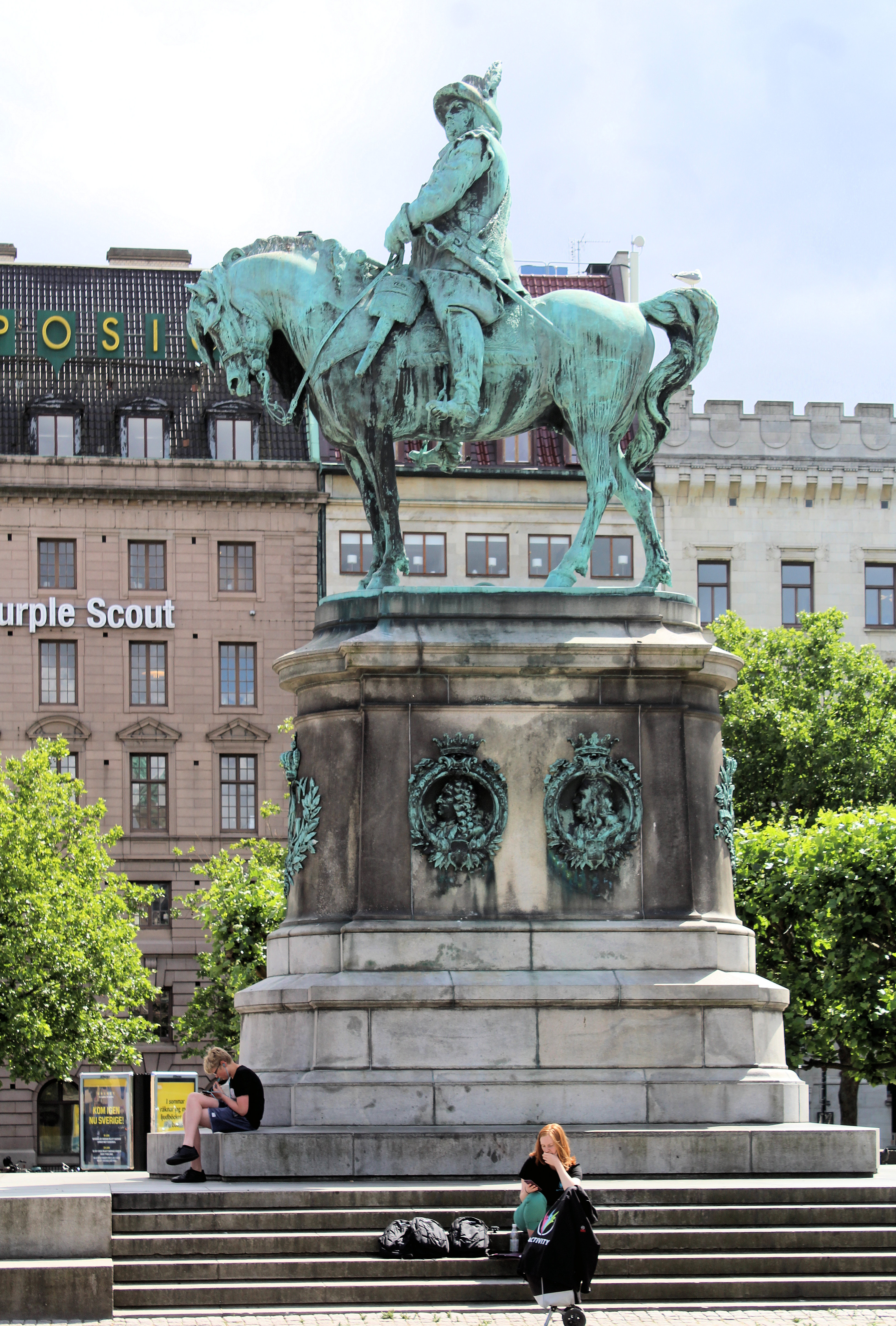
Ryttarstatyn av Karl X Gustav (r. 1654–1660) på Stortorget i Malmö. Statyn beskrevs 2007 av Herman Lindqvist som "ett av de många synliga bevisen för den svenska triumfen".

Försvenskningen av Skåne var den process genom vilken Skåne kulturellt integrerades i Sverige efter att ha erövrats från Danmark under Karl X Gustavs första danska krig (1657–1658). De viktigaste stegen i försvenskningen dateras normalt till perioden 1658–1719.
Försvenskningens mest intensiva fas skedde under Karl XI:s regeringstid (1660–1697) och ansvaret tillskrivs idag främst de två generalguvernörerna Johan Göransson Gyllenstierna (1679–1680) och Rutger von Ascheberg (1680–1693). Försvenskningen utmärktes först av försiktighet. Den skånska befolkningen fick representation i Sveriges riksdag, vilket innebar högre politiskt inflytande än man haft i Danmark. Åtgärder togs även för att avråda och till viss del förbjuda ekonomiska och kulturella band till Danmark. Ett mycket impopulärt steg var Karl XI:s inkvarteringar av svenska ryttare på skånska gårdar, vilket ledde till ett stort antal övergrepp på befolkningen. På grund av utbrett stöd för Danmark och uppkomsten av de dansk-sympatiserande snapphanarna inleddes svenska offensiver för att slå ner danska sympatier i Skåne, vilka inkluderade bland annat avrättningar, förstörelse, tortyr och massakrer.
När Danmark försökte återta Skåne under skånska kriget (1675–1679) fick danskarna brett stöd bland befolkningen och kunde rekrytera friskyttar, däribland snapphanar. Den svenska statsmakten bekämpade utvecklingen med hot om, och försök till, massakrer i skånska byar. Efter skånska kriget intensifierades försvenskningen. Under generalguvernören Gyllenstierna föreslogs bland annat en stor folkförflyttning men hans efterträdare Ascheberg förespråkade en mildare och mer långsiktig process. Ascheberg löste den långtgående konflikten mellan bönderna och de svenska ryttarna, samt gjorde försök att ekonomiskt återuppbygga Skåne och på så sätt knyta landskapet till Sverige. Svensk lagstiftning trädde i kraft i Skåne under 1680-talet och svensk kyrkoordning infördes 1686. Kyrkan spelade en avgörande roll i försvenskningen och utnyttjades genom predikan och utbildningar för att sprida det svenska språket. Undervisningen på svenska blev den första allmänna utbildningen i läsande och skrivande i Skåne.
Skåne återhämtade sig inte ekonomiskt från krigen och delar av den nya ekonomiska politiken förrän på 1820-talet. Mellan 1675 och 1718 sjönk Skånes befolkning med 26 %, från 180 000 till 132 800, till följd av bland annat krig, flykt till Danmark och tvångsinskrivningar i den svenska armén. Sedan 1720-talet har Skåne betraktats som en bestående del av Sverige, om än med en kvarstående regionell identitet.

## Bakgrund

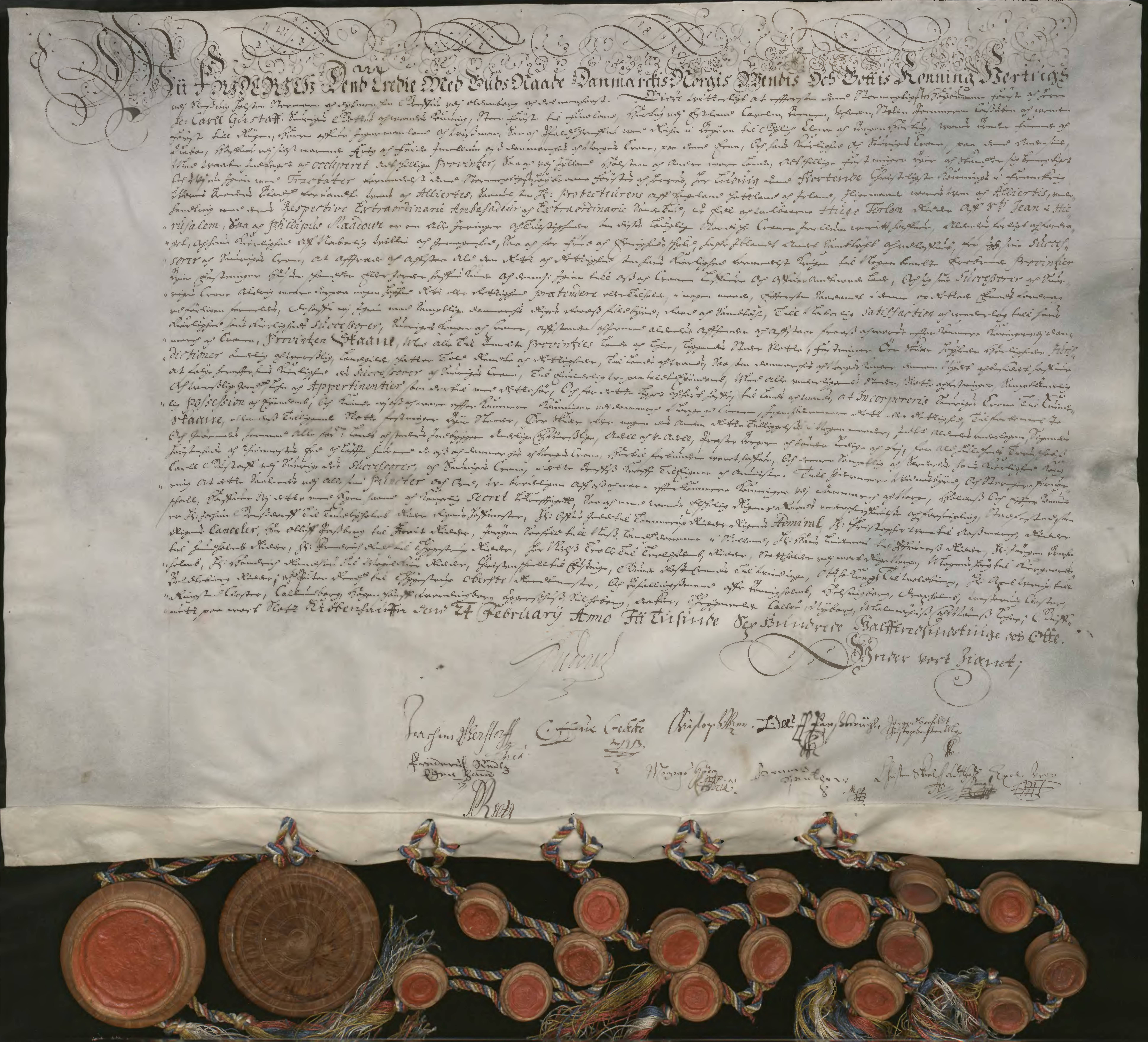
Det danska cessionsbrevet gällande avträdelse av Skåne till Sverige, 1658.

Skåne, idag Sveriges sydligaste landskap, var fram till 1600-talet en del av Danmark, vilket regionen hade varit sedan antingen Harald Blåtands (regerade cirka 958–986) eller Sven Tveskäggs (r. 986–1014) regeringstid. Under de cirka 700 åren som Skåne var danskt var landskapet både politiskt och kulturellt viktigt inom Danmark. Det fanns en ekonomiskt viktig fiskeindustri och kontroll av Skåne innebar kontroll över inloppet till Östersjön. De skånska städerna agerade som viktiga kulturella centrum; de första kända danska mynten präglades i Lund under Knut den store (1018–1035) och under det tidiga 1100-talet var ärkebiskopen i Lund kyrkans överhuvud i hela Skandinavien. Reformationen i Danmark utgick från Skåne och Malmö var ett tidigt centrum.
Som ett landskap beläget intill den dansk-svenska gränsen var Skåne hotat i händelsen av krig mellan Sverige och Danmark. Skåne var i personalunion med Sverige och Norge en kort period under medeltiden, 1332–1360. Till följd av ekonomiska problem i Danmark hade Skåne pantsatts till greven Johan III av Holstein, som snabbt sågs som en förtryckare av lokalbefolkningen. Kung Magnus Eriksson (r. 1319–1364) av Sverige och Norge tog över pantinnehavet 1332 och innehavet bekräftades 1343 i freden vid Varberg. Under Magnus Eriksson behöll Skåne egna lagar och mynt och kungen använde titeln "kung av Sverige, Norge och landet Skåne". Skåne återtogs 1360 av den danska kungen Valdemar Atterdag (r. 1340–1375). Under Kalmarunionen (1397–1523) var Skåne för det mesta säkert från krig men efter unionens upplösning återgick regionen till att vara ett gränslandskap. Det första av 1600-talets krig i Skåne var Kalmarkriget (1611-13). Vintern 1612 härjade den svenska armén, med kung Gustav II Adolf i spetsen, 24 socknar i nordöstra Skåne. Händelsen finns dokumenterad i en kalkmålning i Ravlunda kyrka. Under Horns krig (1644–1645) härjades främst västra Skåne av den svenska armén. Skadorna från Horns krig tog flera decennier att reparera och uppmuntrade länge lokalt motstånd mot Sverige.
Den 5 juni 1657 förklarade Fredrik III av Danmark (r. 1648–1670) krig mot Sverige samtidigt som den svenska kungen Karl X Gustav (r. 1654–1660) var upptagen med ett krig i Polen. Kriget blev en katastrof för Danmark och den 26 februari 1658 skrev parterna under freden i Roskilde. Fredsfördraget, ihågkommet som det värsta i Danmarks historia, överlät Skåne, Blekinge, Halland, Bornholm, Bohuslän och Trondheim till Sverige. Den dansk-svenska gränsen förflyttades därigenom till Öresund. Skåne lades 1658 under det skånska generalguvernementet, vilket bestod till sin upplösning 1719.
Fredsfördraget 1658 stadgade att befolkningen i Skåne, Halland och Blekinge skulle behålla sina gamla lagar och privilegier. Innan 1600-talet fanns det en "mycket markant dansk rikskultur" i Skåne, vilken främst upprätthölls av den regerande skånska adeln, med starka kontakter med resten av riket. De skånska bönderna, vilka utgjorde majoriteten av den skånska befolkningen, hade inga direkta kontakter med Köpenhamn och inte heller några politiska rättigheter.

## Tidig försvenskning (1658–1675)

### Tidiga åtgärder

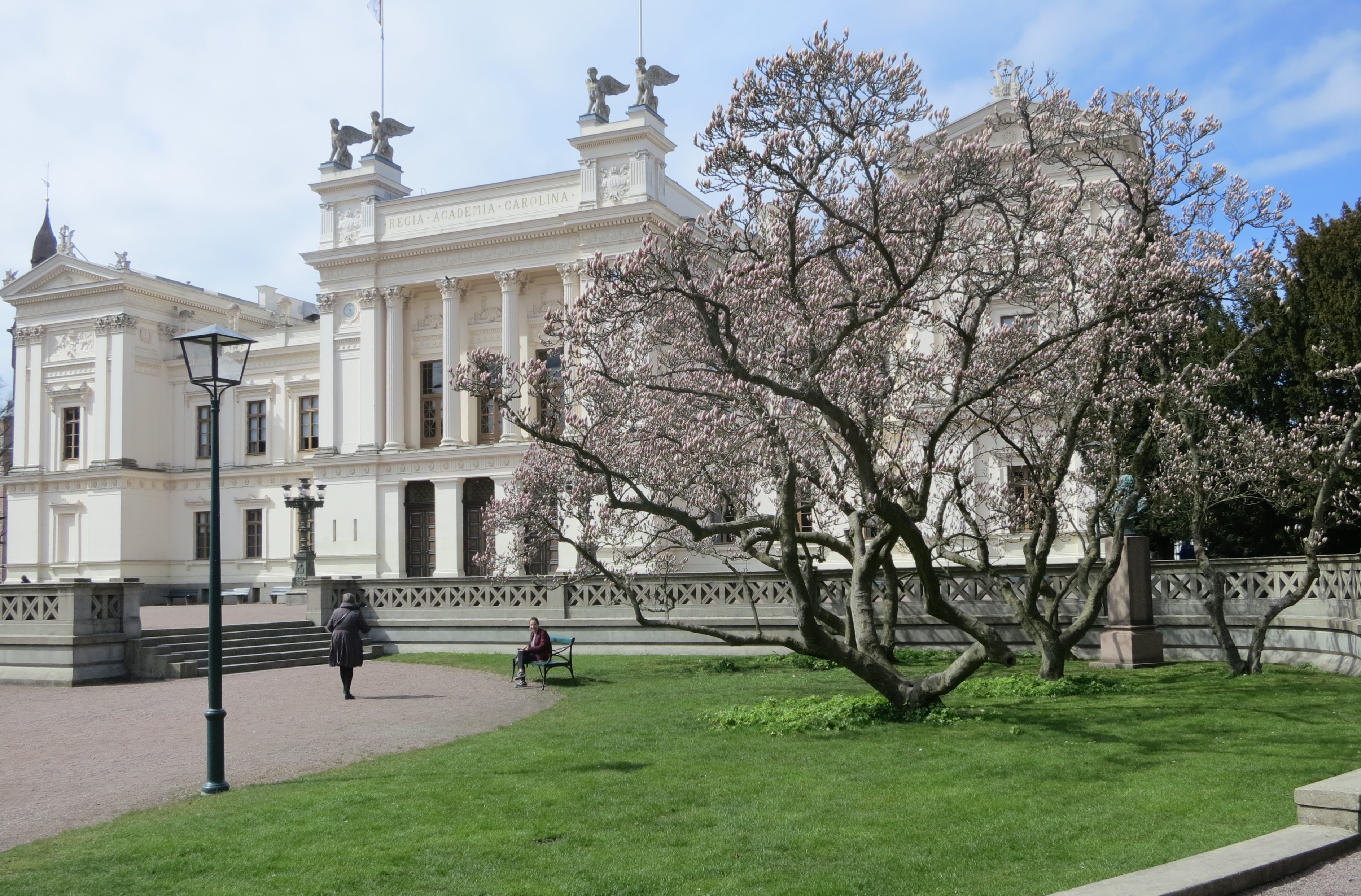
Lunds universitet invigdes 1668 som en tidig del av försvenskningen av Skåne

Den svenska statsmakten var först försiktig med försvenskning i Skåne och processen kan först sägas ta ordentlig fart efter att Karl X Gustavs son och efterträdare, Karl XI (r. 1660–1697), blev myndig år 1672. Det fanns redan till en början ett viss missnöje bland den skånska befolkningen på grund av en samhörighetskänsla med Danmark och nya krav som ställdes i Sverige. För det mesta respekterades initialt existerande seder och bruk i Skåne.
Under Karl X Gustav infördes tull på all export och import till Danmark, i hopp om att klippa banden över Öresund. Skånska bönder och handelsmän behövde därför vända sig till resten av Sverige för att sälja och köpa varor, vilket möttes av kraftig kritik. Kort efter införandet avskaffade kungen därför tullen.
En utveckling som mottogs positivt i Skåne var att adeln, prästerna och bönderna fick skicka representanter till Sveriges riksdag och på så sätt fick politisk representation och knöts närmare statsmakten. Detta skedde med mer eller mindre omedelbar verkan; skåningarna representeras redan vid riksdagen 1664. I enlighet med fredsfördraget 1658 introducerades den tidigare dansk-skånska adeln på det svenska Riddarhuset. Borgare och adel var till en början förhållandevis neutralt ställda till den svenska erövringen, men blev snart missnöjda till följd av höjda skatter och den svenska arméns agerande. Danska adelsmän som flydde från Skåne fick sina gods och egendomar konfiskerade. Fördrivandet av gammal skånsk adel minskade det danska kulturinflytandet i Skåne.
Det största försvenskningsinitiativet på 1660-talet var grundadet av Lunds universitet, invigt 1668 för att ersätta Köpenhamns universitet, där skånska ungdomar förbjudits studera efter 1658. De viktigaste syftena med Lunds universitet var att utbilda svensktalande präster, och på så sätt stödja försvenskningen, samt att locka svenskar från resten av landet att flytta till och studera i Skåne.

### Organiserat motstånd

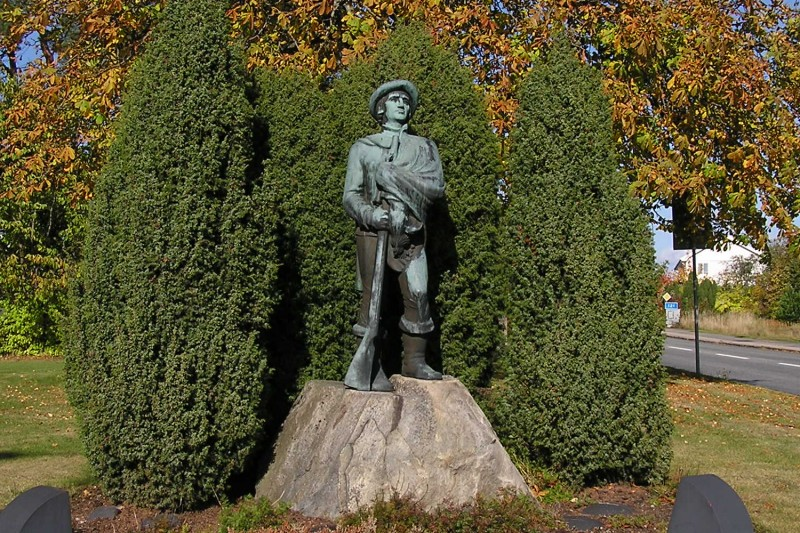
Snapphanestaty i Lönsboda

Redan 1658 planerade adelsmän och borgare i Malmö att genom en kupp återgå till danskt styre. En sammansvärjning ledd av kalkbrukaren Bartolomeus Mikkelsen och stödd av borgmästaren Evert Wildtfang tog kontakt med Danmark. Planen var att beväpnade borgare i Malmö skulle ta kontroll över staden, att danska soldater skulle landsättas, och att adeln och bönderna i godsen omkring staden samtidigt skulle kasta ut svenskar från sina områden. Dåliga väderförhållanden gjorde att danskt stöd dröjde och planerna upptäcktes snart av den svenska statsmakten. Många konspiratörer, bland annat Wildtfang, fick betala höga böter och ett antal ledande figurer, däribland Mikkelsen, torterades och avrättades.
Snapphanarna var en typ av dansk-sympatiserande "bondegerilla" verksam i Skåne, Halland och Blekinge. Främst utgjordes snapphanarna av drängar, bondesöner, småbrukare, bönder som var oroliga för svensk hämnd, samt fredlösa. I november 1658 överföll en grupp snapphanar fogden Vulf Ravn på Herrevads kloster i nordvästra Skåne. Ravn skadades med ett skott och man bestämde sig för att plundra klostret. De svenska myndigheterna skickade ut soldater till närliggande byar och några bönder greps och avrättades, dock utan att man lyckades hitta mycket av bytet från klostret. Det ryktades att anföraren bakom kuppen var adelskvinnan Karin Lycke som ägde Snälleröds säteri i Färingtofta. Det gjordes en husrannsakan utan framgång och Lycke bedömdes som suspekt, men myndigheterna vågade inte gå lika hårt mot henne som mot bönderna. Överfallet och plundringen hade politiska förtecken; Lycke hade personliga motsättningar mot fogden och Ravn var impopulär bland bönderna, bland annat eftersom han olagligt hade fängslat en bonde och tagit dennes oxe som ersättning för att släppa honom.
En dansk styrka landsteg i Ystad 1659 med mål att återerövra Skåne och fick stort stöd av lokalbefolkningen. Det blev dock snabbt uppenbart att styrkan inte var stor nog och planen gavs upp. Under 1660-talet startades svenska offensiver för att utplåna snapphanarna och danska sympatisörer i Skåne. Den danskfödde Ebbe Ulfeldt ledde vad som har beskrivits som ett "utrotningskrig" i vilket han ledde en grupp svenska knektar från södra Skåne upp till Göinge. Gårdar brändes ner, oskyldiga bönder greps och torterades, och det skedde våldtäkter och massakrer. I nordöstra Skåne och Blekinge ledde landshövdingen Håkan Nilsson Skytte kompanier med polska ryttare och lyckades knäcka det lokala motståndet. Snapphanar greps och avrättades och deras familjer landsförvisades. Vissa byar blev nästan helt utplånade.

### Inkvartering av svenska ryttare

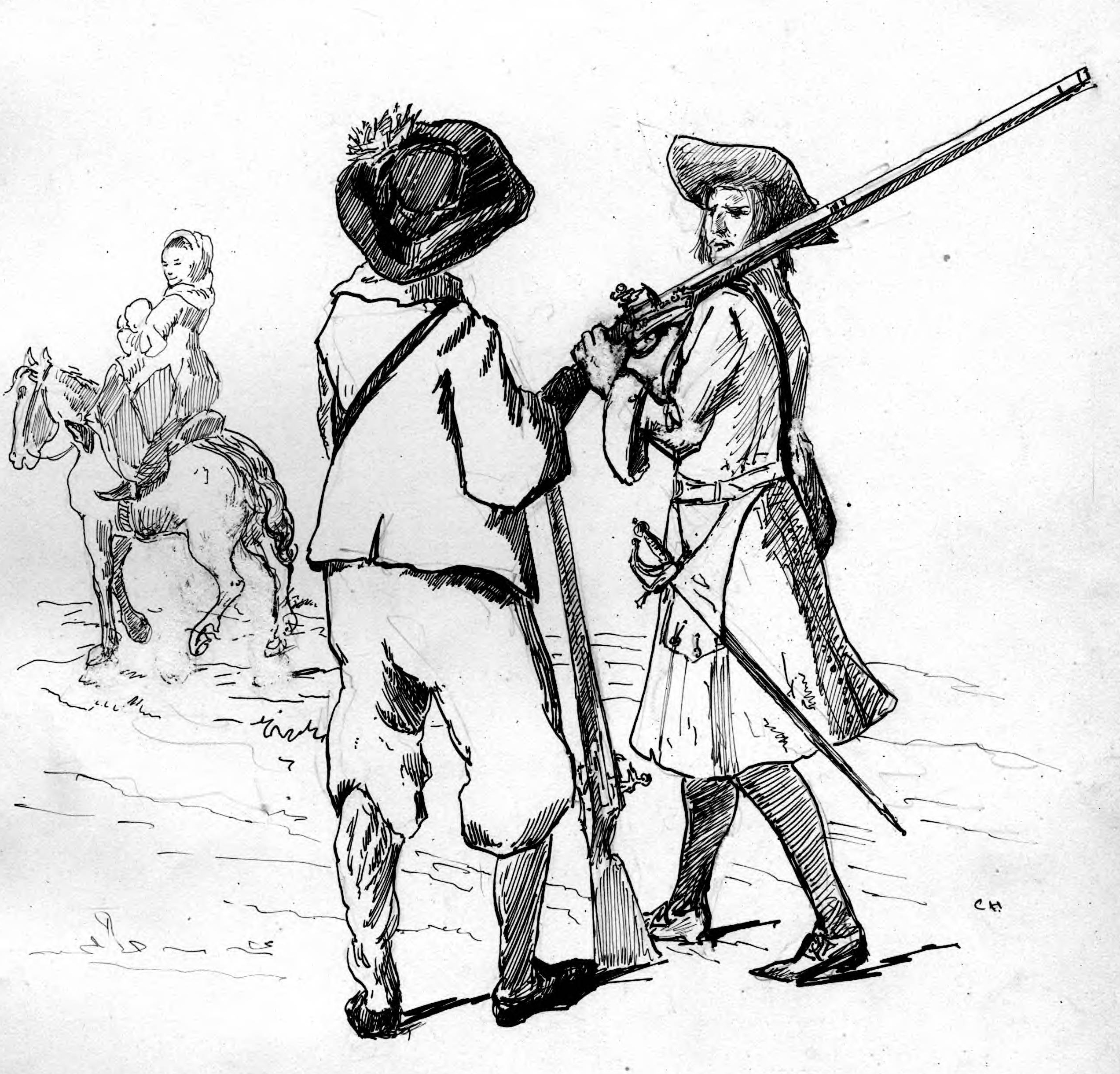
Svenska soldater, 1670-tal

Karl XI var emot att använda lokala ryttare i kavalleriregementen som stationerades i Skåne. Istället rekryterades ryttare i resten av Sverige samt i de svenskägda delarna av Tyskland och Polen. Ryttarna placerades ut i gårdar runtom i Skåne, med rätt till mat och husrum, och de skånska bönderna beordrades att betala deras lön i utbyte mot skattereduktion. Syftet med att placera ut ryttare i Skåne var att hålla lugn och ordning i landskapet och att pacifiera de skånska bönderna. Ryttarna fick senare rätt att ta över delar av jordbruket för sin egen del. I fallet att bonden dog tog ryttare ibland över hela gården.
Inkvarteringen av ryttare var djupt impopulär i Skåne och ledde till omfattande protester. I Glimåkra slogs sju inkvarterade soldater ihjäl av en grupp bönder 1661. Istället för att erbjuda skydd resulterade utplaceringen av ryttare snart i öppet och utspritt våld mot befolkningen. Ryttare började använda sig av våld och övergrepp mot bönderna och deras familjer, bland annat stöld, misshandel, mord och våldtäkt. Historikern Carl Grimberg, aktiv under det tidiga 1900-talet, beskrev en incident när en inkvarterad ryttare krävde en bonde på pengar och sköt bonden i axeln när han ej blev betald, vartefter han "överföll bondens piga med hugg och slag så hon blev liggande sjuk, bröt sig in i visthus och källare och hotade ägaren till livet".

## Skånska kriget (1675–1679)

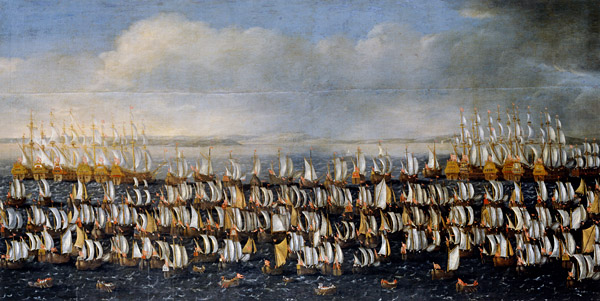
Målning av den danska invasionflottan korsandes Öresund, 1676

Under hösten 1675 förklarade Kristian V (r. 1670–1699) av Danmark krig mot Sverige. Under det resulterande skånska kriget landsteg den danska kungen och armén vid Råå och i juni 1676 hade de lyckats ockupera hela Skåne förutom Malmö.
Kristian fick betydande stöd av befolkningen i både Skåne och Blekinge; tusentals skånska bönder gick med danskarna i motstånd mot Sverige. Det fanns även många skåningar som gjorde motstånd mot Sverige, i synnerhet på grund av inkvarteringarna av ryttare, men som inte nödvändigtvis stödde den danska saken. Många bönder gjorde också passivt motstånd genom att ta sig till städerna eller helt enkelt vägra beså sina åkrar, och på så sätt inte tjäna de svenska styrkorna.
Efter den svenska segern i slaget vid Lund (4 december 1676) blev det uppenbart att Danmark inte skulle lyckas återerövra Skåne. På grund av att seger inte längre var troligt minskade Danmarks stöd hos den skånska befolkningen. Kristian organiserade därför kompanier med friskyttar, inklusive snapphanar. Danska tjänstemän började också mer aggressivt samla in skatt. Snapphanarna betalades till viss del av Danmark men fick också försörja sig själva. Snapphanarna blev under krigets gång alltmer impopulära bland de skånska civila, vilka började se dem som rövare. De hade i regel dålig disciplin och uppmanades av den danska armén att ta till annars impopulära metoder, bland annat att utpressa gårdar på boskap och proviant. Danska soldater och friskyttar plundrade även Ystad, Simrishamn och Trelleborg, vilket ökade klyftan mellan Danmark och Skåne.
Den svenska statsmakten bekämpade snapphanarna starkt. Snapphanar som fångades avrättades under spektakulära former för att avskräcka motstånd. En vanlig metod var att snapphanen brändes med glödande järn och att en järnstång sedan kördes in i ändtarmen och ut genom näsan. Kroppen kunde sedan spikas upp i ett träd. De flesta av snapphanarna dog under kriget eller avrättades av svenska soldater. Överlevarna lämnade i regel Skåne tillsammans med den danska armén. Den sista kända snapphanen, Nils Tuasen, avrättades år 1700.
1677 genomförde riksrådet Johan Göransson Gyllenstierna ett edkrävartåg genom skogsbygden i norra Skåne. Lokalinvånarna fick underteckna en överenskommelse med Karl XI om att de i utbyte mot att bli förlåtna för alla begågna brott skulle hålla sig lugna i fortsättningen. Den 15 januari det året spikades det också upp "nådiga plakat" från kungen vid allmänna platser och kyrkor runtom i Skåne. På plakaten kungjordes att om en skåning "på något sätt" skadade en representant för den svenska armén eller kronan så skull en tiondel av männen i den närmaste byn avrättas och alla män skulle behöva betala 1,000 riksdaler, vilket motsvarande ungefär tre genomsnittliga årslöner. En vecka senare förstärktes straffet till att var tredje man i byn skulle avrättas. Under april 1678 beordrade Karl XI att alla män mellan 15 och 60 år gamla i Örkeneds socken skulle dödas och att alla byggnader skulle förgöras för att statuera ett exempel. Lokalinvånarna fick reda på planerna och tog tillflykt till skogen. När de svenska soldaterna anlände slogs en äldre man som valt att stanna ihjäl och gårdarna brändes ner.

## Intensifiering (1679–1693)

### Generalguvernör Gyllenstierna (1679–1680)
Det skånska kriget förstörde mycket av det skånska landskapet och stora delar av regionen, såväl landsbygden som städerna, genomgick olika former av förfall. De större städerna, såsom Helsingborg och Lund, låg till viss del i ruiner och hade lamslagits av förändrade handelspolitiska förhållanden. Landsbygden tog stor skada av strider, plundringar, och militära inkvarteringar. Många gårdar hade övergivits, vägar hade förstörts, och gods och gästgiverier hade brännts ner. I trakten kring Landskrona var så många som 70 % av gårdarna övergivna och obrukade. Det fanns efter 1679 fortfarande mycke missnöje med Sverige i Skåne, på grund av ständig militär närvaro och militära övergrepp, samt ökad skatt.
Stödet som den danska armén fått i Skåne gjorde många svenska officerare och tjänstemän oroliga att den nya södra gränsen aldrig skulle kunna hållas säker och det ansågs nödvändigt att göra Skåne mindre danskt. Eftersom det hade varit svårt att övertyga skåningarna om "Sveriges sak" föreslogs det istället att "utrota en del av skåningarna". Bland de planer som föreslogs var att genomföra en storskalig folkförflyttning. Skånska bönder skulle fråntas skatterättigheter och tvångsförflyttas till Baltikum; i deras ställe skulle smålänningar lockas att ta över skånska gårdar. Det föreslogs även att låta svenska adelsmän ta över skånska herrgårdar, samt att skånska kyrkoherdar skulle förflyttas till stift längre norrut och ersättas med svenskar. Dessa planer genomfördes aldrig, men det är sannolikt att de övervägdes av Karl XI.
Den nya generalguvernören av Skåne, Johan Göransson Gyllenstierna, drog tillsammans med Karl XI upp ett försvenskningsprogram. Planen var att byta alla danska präster mot svenska, uppmuntra så många svenskar som möjligt att flytta till Skåne, samt att dra in och ersätta alla danska läromedel med svenska. Gyllenstierna avsåg också att starkt militarisera Skåne i förberedelse för ytterligare krig med Danmark. Många fler soldater skulle stationeras i Skåne, Landskrona citadell skulle byggas ut, och ett nytt krutbruk skulle byggas vid Kristianstad. Det hela hann bara delvis påbörjas innan Gyllenstiernas död i juni 1680.

### Generalguvernör Ascheberg (1680–1693)
Karl XI utnämnde en annan nära rådgivare, Rutger von Ascheberg, till Gyllenstiernas efterträdare. På grund av sitt egenintresse att inte förstatliga adelsgods bestämde sig Ascheberg för att inte fullfölja Gyllenstiernas planer. Ascheberg arbetade för att lindra Karl XI:s reduktioner samt för att lindra den stridiska stämningen mellan skånska bönder och svenska ryttare, vilket han identifierade som det största hindret för Skånes integrering. Till skillnad från Gyllenstierna förespråkade Ascheberg en mildare och mer långsiktig försvenskning, vilken inkluderade att bygga upp gårdarna samt införa ekonomiska stödåtgärder och genom detta ekonomiskt knyta Skåne till Sverige.
Ascheberg löste konflikten mellan svenska ryttare och bönder genom att införa ett reglemente. Maktförhållandet försköts till böndernas fördel med ett system med rusthåll och sventjänare; rusthållarna fick en arbetsgivarroll över ryttarna. Ascheberg arbetade även för att lära befolkningen i Skåne hur man klagar inför svensk rätt. Lokalinvånare uppmuntrades att återuppbygga de skånska gårdarna genom att skattefrihet och ibland bördesrätt infördes för uppbyggare, samt att släktingar fick rätt att ärva gårdarna. 1683 förbjöds resor till Köpenhamn, i hopp om att för gott skära av Skånes band till Danmark. Skånska präster som besökte släktingar i Danmark blev avsatta från sina tjänster.
Från och med 1680 centraliserades Sverige allt mer och som en led i denna process, samt i försvenskningen, avskaffade man de gamla danska privilegierna i Skåne. Under en tid fråntog man även riksdagsrepresentationen från skåningarna. De skånska städerna ansökte snart om att introducera svensk lagstiftning och 1683 samlades adeln i Malmö för att även de begära svensk lagstiftning.

#### Kyrkan försvenskas

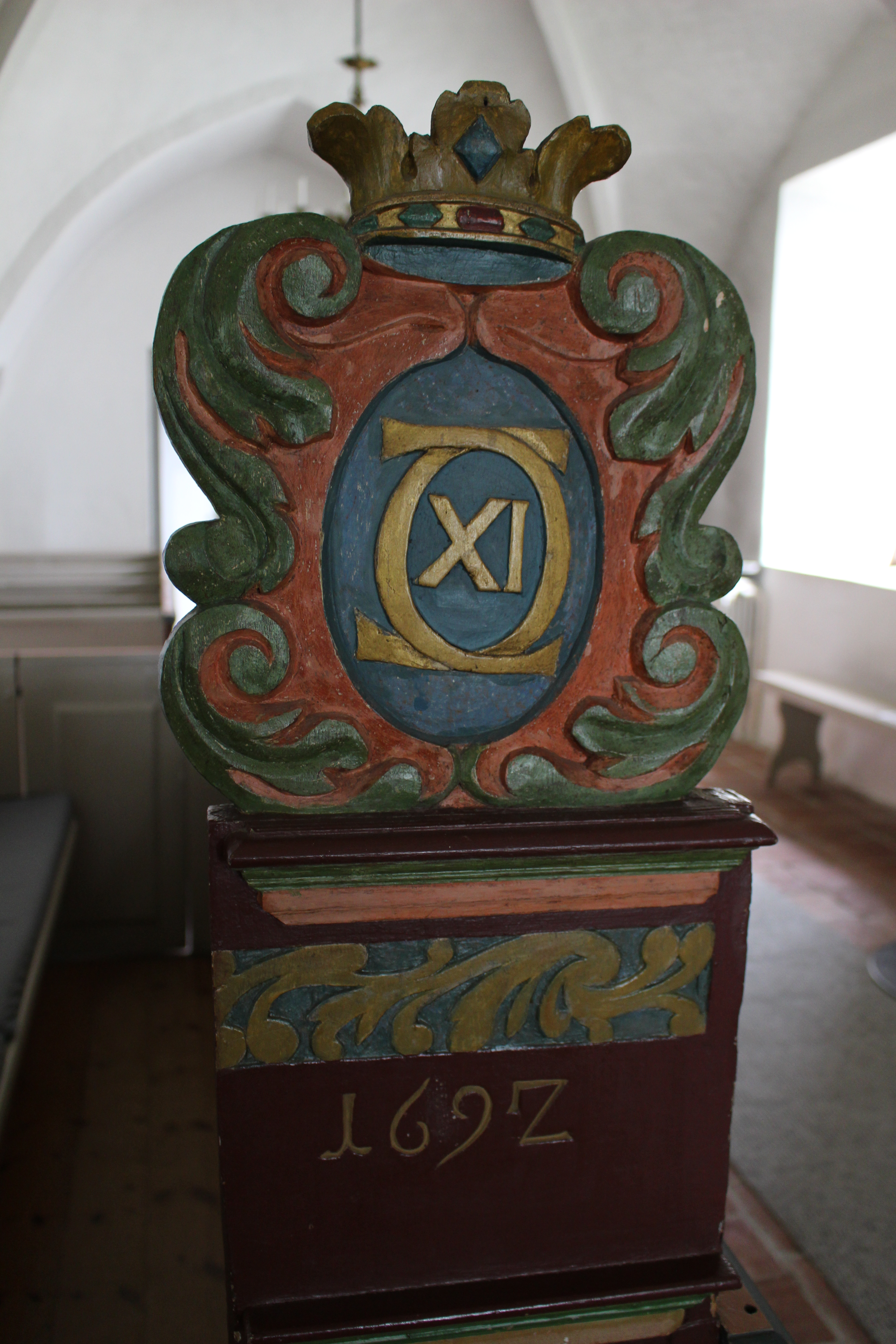
Karl XI:s monogram i Kiaby kyrka, Kristianstads kommun

Den danska kyrkans inflytande i de skånska socknarna fortsatte till en början ostört. Danska präster behöll sina positioner och man fortsatte att följa den danska kyrkoseden. Svensk kyrkoordning infördes i Skåne 1686, en process delvis driven av Canutus Hahn, den smålandsfödde biskopen i Lund. Hahn reste runt i Skåne och uppmanade folket att visa sin trohet mot den svenska kungen, samt gav klockare uppgift att lära barn att läsa genom svenska böcker. Barn hade inte erbjudits att lära sig läsa och skriva i det danska samhället. Eftersom dansk läskunskap var dåligt utbredd i Skåne hade det nya svenska utbildningsprogrammet en stor fördel. Lunds universitet, där skånska präster och ämbetsmän utbildades sedan det blivit förbjudet att studera i Köpenhamn, blev ett centrum för försvenskningen.
Som en del i försvenskningen började predikan hållas på svenska, inte danska, och kyrkolivet anpassades snabbt till svenska kyrkan. Den svenska psalmboken blev avgörande för att lära församlingarna i Skåne det svenska språket. Den danska prästdräkten byttes ut mot den svenska och Karl XI:s monogram sattes upp i många av de skånska kyrkorna. Kunskaper i svenska kontrollerades genom förhör i kyrkan.
Språkskifte i kyrkan, samt avskaffandet av den gamla prästdräkten och förbudet mot den danska traditionen med altarljus skapade stort missnöje i Skåne. På håll slutade folk att besöka gudtjänsten med motivering att de inte kunde förstå vad som sades. Präster och myndigheter hade rätt att bestraffa skåningar med hänvisning till kyrkoplikten, bland annat med skampall eller straffstock. Ascheberg tillsatte även en inspektör att utkräva böter från de som inte kom på gudstjänsten. Många präster motsatte sig länge den nya kyrkoordningen, bland annat genom att i hemlighet fortsätta använda danska böcker. Misstänkta präster övervakades runtom i hela Skåne, men ingen präst blev avsatt på grund av vägran att prata svenska. Den sista predikan på danska hölls i Skåne av Paul Enertsen år 1702.

## Fullbordan och eftermäle
Åtgärderna som genomfördes genom kyrkan för att lära ut det svenska språket var mycket lyckade. Vid sekelskiftet år 1700 kunde de flesta i Skåne läsa katekesen på svenska. Språket hade befästs och danskan var i stort sett utrensad. Den skånska dialekten försvenskades senare ytterligare under 1900-talet i och med ökad utbildning, TV och radio.
Efter det skånska krigets slut år 1679 har det inte skett några större försök att avancera Danmarks sak i Skåne. Under Karl XII (r. 1697–1718) rekryterades till slut skånska ryttare till kavalleriregimenten till följd av kungens många krig. Från och med senast 1720 är det troligt att befolkningen i Skåne såg sig själva som svenska medborgare. När Danmark gjorde ännu ett försök att återta Skåne under det danska fälttåget i Skåne och Blekinge 1709–1710 fick den danska armén inget större stöd bland skåningarna och det gick trots propaganda inte att rekrytera några snapphanar.
Under försvenskningen minskade Skånes befolkning avsevärt, från 180 000 innan det skånska kriget till 132 800 år 1718, en minskning på 26 %. Enskilda händelser som bidrog stort till befolkningsminskningen var att 15 000 skåningar (ungefär 8,5 % av befolkningen) flydde till Danmark, samt att 30,000 skåningar tvångsinskrevs i den svenska armén och placerades i Baltikum, där många dog. De upprepade krigen i Skåne, samt de klippta handelsförbindelserna med Danmark och andra delar av Europa, bidrog till en kraftig ekonomisk nedgång i landskapet. Skånska bönder tvingades sälja sitt överskott till resten av Sverige, eller svenska besittningar i Finland och Baltikum. Tidigare hade man kunnat sälja i Köpenhamn eller Amsterdam där priserna var bättre. Ekonomin upplevde inte en uppgång förrän på 1820-talet, då det skett stora agrara reformer och det återigen blev tillåtet att sälja spannmål till utlandet.
Försvenskningen av Skåne betraktas idag som en lyckad assimileringskampanj och det finns inte längre några tvivel att landskapet betraktas som en bestående del av Sverige. Eftersom försvenskningen till slut genomfördes på ett mildare och mer långsiktigt sätt har Skåne fortsatt att behålla något av en provinsiell särprägel och regionell identitet inom Sverige. Den lokala historien, en lokal matkultur, samt den skånska dialekten, är viktiga delar av denna identitet och den skånska flaggan, först belagd i modern tid, är en framstående lokal symbol.

## Historieskrivning

### Sverige
I svensk historieskrivning, i synnerhet militärhistoria, har erövringen av Skåne traditionellt utmålats som att Sverige "fick sina naturliga gränser". Den svenska stormaktstiden brukar ges ett slutdatum kring år 1721, och det har menats att man med dessa nya naturliga gränser kunde "uppge stormaktspolitiken och ägna sig åt en begränsat nationell tillvaro". Efter förlusten av Finland 1809 målades Finland upp som ett område som aldrig tillhörde det "egentliga Sverige" och propaganda satsade på att stärka nationella band inom det återstående landet, bland annat till Skåne. Skåne, som 1809 hade varit en del av Sverige i 151 år jämfört med Finlands över sexhundra år, började samtidigt målas upp som en historisk del av det egentliga Sverige för att stärka gemenskapen till den svenska kulturen.
Den traditionella historieskrivningen ifrågasattes 1956 av historikern Alf Åberg, som jämförde begreppet "naturliga gränser" med Nazitysklands idéer om lebensraum samt Sovjetunionens agerande i Baltikum. Åberg erkände att Skåne var politiskt viktigt för Sverige eftersom det gav landet kontroll över Östersjöns inlopp, men kommenterade att Öresund på 1600-talet inte utgjorde någon naturlig språklig eller kulturell gräns mellan Sverige och Danmark.
Skånska regionalister under 1900-talet, ibland förespråkandes olika former av skånskt självstyre, hävdade historisk skånskhet och lade mycket tonvikt vid försvenskningen, vilken man målade upp som både hård och olaglig. Författaren Herman Lindqvist beskrev 2006 försvenskningen av Skåne som en etnisk rensning och menar att Karl XI bar högsta ansvaret för denna. Även historikern Dick Harrison kommenterade 2008 att försvenskningsåtgärderna på 1670-talet "idag skulle [benämnas som] folkmord eller etnisk rensning". 2015 motsatte sig författaren Bengt Liljegren att beskriva processen som en etnisk rensning.

### Danmark
I dansk historieskrivning har Skåne traditionellt setts som ett gammalt danskt kulturland. Genom erövringen av Skåne slets därför landskapet ut ur den gamla danska nationalgemenskapen. Freden i Roskilde har traditionellt målats upp som en politisk, kulturell, och nationell katastrof, värre än förlusten av Norge 1814. Fortfarande på 1950-talet talades det i vissa danska tidskrifter fortfarande om Skåne som "Östdanmark" och som ett av Danmarks gamla huvudländer, på samma sätt som Själland och Jylland.
Alf Åberg kritiserade 1956 även den danska historieskrivningen, och menade att de kulturella banden mellan Skåne och resterande Danmark innan 1658 nästan uteslutande var mellan adelsmän, att det skånska bondesamhället levde vidare mer eller mindre oförändrat, samt att "sällan har ett nationalitetsskifte genomförts med mindre blodsutgjutelse och med mindre rättsövergrepp än det som knöt samman de skånska provinserna med det gammalsvenska riket". Åbergs argument har senare kritiserats för att inte gå in i detalj i konflikterna och därför undanhålla information som inte är smickrande för Sveriges agerande.